# کراوان‌یوکی

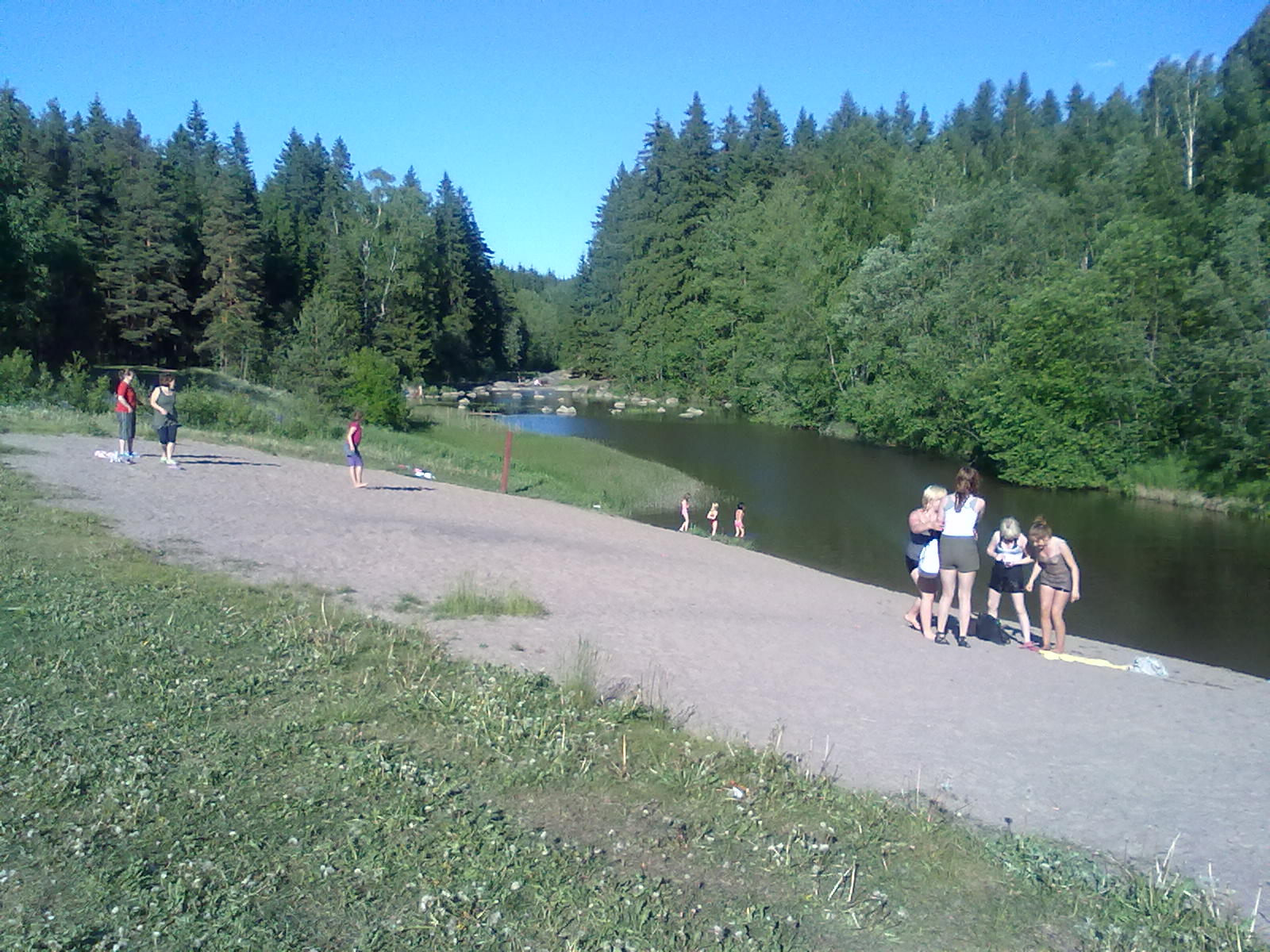
کراوان‌یوکی

کِراوان‌یوکی (انگلیسی: Keravanjoki)، (سوئدی: Kervo) رودخانه‌ای در فنلاند است.
کراوان‌یوکی یک شاخه از رودخانه وانتا است که در هلسینکی به خلیج فنلاند می‌ریزد.